# Charlie-Charleston
Charlie-Charleston ist der Titel eines Tonstückes, das der Pianist, Schlagersänger und Musikverleger Austin Egen geschrieben hat. Es fand in dem deutschen Stummfilm „Die Königin des Weltbades“ Verwendung, den Victor Janson 1926 für die National-Film (Berlin) inszenierte. Er wurde am 10. Dezember 1926 uraufgeführt. Von Egen stammt auch die Illustrationsmusik zu dem Film.
Egens Kompositionen erschienen im Musikverlag von C.M.Roehr in Berlin:
- Egen, Austin: Die Königin des Weltbades […] f. Klavier, Roehr Nr. 921, Berlin 1926.
- Egen, Austin: Charlie Charleston […] f. Klavier, Roehr Nr. 921, Berlin 1926.

Der „Charlie-Charleston“ wurde bereits vorher in der Revue „Der Zug nach dem Westen“ eingesetzt, die Willi Kollo im August 1926 in Berlin im Theater des Westens herausbrachte, wo sie vom 7.8. bis zum 14.11. d. J. lief.
Das Jazz-Symphonie-Orchester von Bernard Etté spielte den Charleston Anfang 1927 für das label VOX instrumental ein; es gab eine Ausgabe auf 30-cm- und auf 25-cm-Schallplatte. Die Aufnahmen erfolgten bereits elektrisch mit Mikrophon.
Einen „Charlie Charleston“ jüngeren Datums, der mit dem Stummfilm nichts mehr zu tun hat, verfassten Gerhard Winkler und Heino Gaze nach dem Zweiten Weltkrieg. Kurt Widmann nahm ihn mit seinem Orchester im Dezember 1950 mit Gesang durch das Sunshine-Quartett unter der Leitung von Erich Werner auf.

## Tondokument
Charlie-Charleston (Austin Egen) aus dem National-Film „Die Königin des Weltbades“: Jazz Symphonie Orchester Bernard Etté,
Vox 08359 (mx. 1157-AA, Jan. 1927) (30 cm); VOX 8360 (mx. 1156-BB, Jan. 1927), 8406 E (mx. 1156-BB, März 1927) (25 cm)

## Abbildungen
- Vox-Label 8406 E (mx. 1156-BB, März 1927) (25 cm), Sammlung Rodaroda.
- Der Komponist Austin Egen im Taschenalbum „Künstler am Rundfunk“ von 1932, S. 89.
- Bernard Etté mit seinem Orchester im Aufnahmeraum der Vox in Berlin.